# 东方航空 (英属印度)
东方航空（英語：Orient Airways Ltd.）是一家曾在1946年至1955年之間營運的航空公司，於1946年10月23日在英属印度加尔各答成立，是英属印度第一家、也是唯一一家由穆斯林所經營的航空公司。在東方航空開始運作兩個月後，巴基斯坦獨立建國，東方航空也成了該國最早的航空公司，除了協助將相關人員自印度首都德里撤至新國家的首都喀拉蚩外，也將公司總部遷移至新都。1955年時巴基斯坦決定成立自己的國家航空公司，遂邀請當時營運狀況不佳的東方航空加入其團隊。通過《1955年巴基斯坦國際航空法案》（PIAC Ordinance 1955），東方航空在1955年1月10日結束營業，成為新成立之巴基斯坦國際航空的一部份，航空公司創辦人米爾薩·艾哈邁德·伊斯帕哈尼（Mirza Ahmad Ispahani）也成為巴基斯坦國際航空的首任總裁。